# Hello cotto
Hello cotto è un singolo del rapper argentino Duki, pubblicato il 27 settembre 2017.

## Tracce
1. Hello cotto – 3:37